# Supercoppa di Slovenia
La Supercoppa slovena di calcio è la competizione annuale in cui si affrontano in un'unica gara i campioni di Slovenia in carica con i detentori della Coppa di Slovenia.
La manifestazione è nata nel 1995, ma s'interruppe già dopo due sole edizioni, per essere ripresa dal 2007 al 2015, anno in cui viene disputata l'ultima edizione.

## Albo d'oro
| Anno            | Vincitore       | Risultato     | Finalista       |
| --------------- | --------------- | ------------- | --------------- |
| 1995 27.07.1995 | Olimpia Lubiana | 2-1           | Mura 05         |
| 1996 31.07.1996 | Gorica          | 3-1           | Olimpia Lubiana |
| 1997-2006       |                 | non disputata |                 |
| 2007 14.07.2007 | Domžale         | 2-1           | Koper           |
| 2008 09.07.2008 | Interblock      | 0-0 (7-6 dtr) | Domžale         |
| 2009 08.07.2009 | Maribor         | 3-2 (dts)     | Interblock      |
| 2010 09.07.2010 | Koper           | 0-0 (5-4 dtr) | Maribor         |
| 2011 08.07.2011 | Domžale         | 2-1           | Maribor         |
| 2012 08.07.2012 | Maribor         | 2-1           | Olimpia Lubiana |
| 2013 07.07.2013 | Maribor         | 3-0           | Olimpia Lubiana |
| 2014 13.08.2014 | Maribor         | 4-1           | Gorica          |
| 2015 05.07.2015 | Koper           | 0-0 (3-2 dtr) | Maribor         |

## Titoli per club
| Club            | Vittorie | Sconfitte | Anni vittorie          | Anni sconfitte   |
| --------------- | -------- | --------- | ---------------------- | ---------------- |
| Maribor         | 4        | 3         | 2009, 2012, 2013, 2014 | 2010, 2011, 2015 |
| Domžale         | 2        | 1         | 2007, 2011             | 2008             |
| Koper           | 2        | 1         | 2010, 2015             | 2007             |
| Olimpia Lubiana | 1        | 1         | 1995                   | 1996             |
| Interblock      | 1        | 1         | 2008                   | 2009             |
| Gorica          | 1        | 1         | 1996                   | 2014             |
| Mura 05         | -        | 1         |                        | 1995             |